# Incidente ferroviario di Auasc
L'incidente ferroviario di Auasc si verificò il 13 gennaio 1985, quando un treno espresso deragliò sul ponte curvilineo che attraversa la gola del fiume Auasc, nei pressi dell'omonima località in Etiopia.
Con un bilancio ufficiale di 428 morti e più di 500 feriti è il più grave incidente ferroviario avvenuto in Africa.

## Dinamica
Il treno espresso proveniente da Dire Daua e diretto ad Addis Abeba stava viaggiando sulla vecchia ferrovia Addis Abeba-Gibuti con a bordo circa 1.000 passeggeri. Mentre attraversava il ponte sull'orrido del fiume Auasc, lungo circa 12 metri e in curva, quattro vetture deragliarono, finendo nel burrone.
Le prime notizie riportarono la morte di 449 passeggeri; successive trasmissioni radiofoniche etiopi ufficializzarono il bilancio in 428 morti, mentre fu stimato che i feriti fossero più di 500.
Fu l'incidente ferroviario più grave avvenuto in Africa e, al momento della sciagura, il terzo peggior incidente ferroviario in tutto il mondo.

## Cause
Il ministro dei trasporti Yussuf Ahmed riferì che l'incidente era avvenuto a causa dell'eccessiva velocità in curva e che il macchinista era stato arrestato.